# Astrid (société)
Pour les articles homonymes, voir Astrid.
ASTRID (acronyme de l'anglais : All-round Semi-cellular Trunking Radio communication system with Integrated Dispatchings) est une société anonyme belge de droit public spécialisée dans les télécommunications entre les services de secours et de sécurité, via la norme TETRA.
Il offre une infrastructure de radiocommunication intégrée et codée pour la voix et les données au profit de la sécurité civile (pompiers et protection civile), des intervenants de l'aide médicale urgente (c'est-à-dire les ambulances AMU, le service SMUR/PIT, ainsi que la Croix-Rouge de Belgique), des services actifs des douanes et des services de police belges.

## Histoire

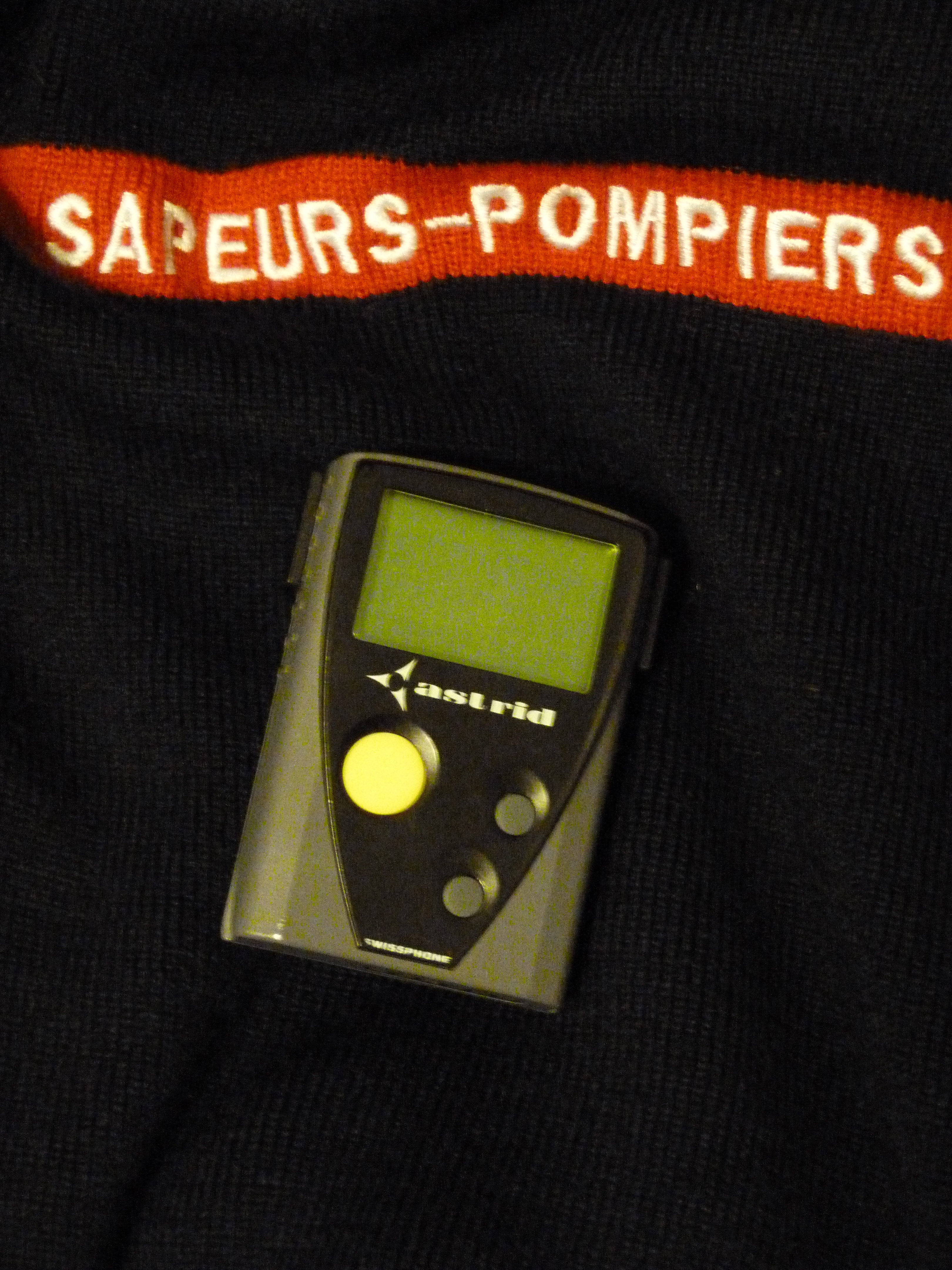
Bipeur de pompier belge du système de télécommunication A.S.T.R.I.D. en 2013

La société anonyme de droit public ASTRID fut créée par la loi du 8 juin 1998 relative aux radio-communications des services de secours et de sécurité dans le but d'assurer le développement, la gestion et l’entretien d’un réseau national de radiocommunication, d’un réseau de paging et des centres de dispatching disponible tous services de secours et de sécurité. Les statuts de la société ont été établis par un arrêté royal du 27 juin 1998 (Moniteur belge du 31 juillet 1998) délibéré en Conseil des Ministres.
En 2013, ASTRID déploie une nouvelle solution qui se base sur l'utilisation de réseaux télécoms 3G traditionnels afin de supporter les besoins grandissant en données mobiles, sous l'appellation "Blue Light Mobile".
Lors des attentats du 22 mars 2016 à Bruxelles, le réseau ASTRID a été soumis à une charge d'appels très élevée. Par conséquent, plusieurs utilisateurs n'ont pas pu transmettre leurs appels dans des délais raisonnables,.
En 2018, le gouvernement belge prévoit un arrêt du réseau de la norme européenne TETRA phasé sur les dix prochaines années, avec une transition progressive vers Blue Light Mobile,.

## Services

### Service voix (TETRA)

Le réseau ASTRID est basé sur la norme européenne « TETRA » spécialisée pour les services d'urgence et élaborée par lEuropean Telecommunications Standards Institute.

ASTRID possède une infrastructure de radio numérique digitale à ressources partagées (Trunking) qui suit la norme européenne TETRA élaborée par l'European Telecommunications Standards Institute. Ainsi, plusieurs centaines de stations de base (relais) sont déployées sur l'ensemble du territoire belge. Celles-ci centralisent les appels via les commutateurs provinciaux, eux-mêmes raccordés ensemble pour former un réseau complet.
Un utilisateur peut donc effectuer des appels individuels ou des appels de groupe sur l'ensemble du pays. Ce réseau cellulaire assure une transition transparente d'une station de base à une autre, sans intervention de l'utilisateur et sans affecter la qualité de service.
ASTRID emploie la bande de fréquence 380-395 MHz, avec un schéma de chiffrement propre aux services de secours, TEA2. Les infrastructures sont fabriquées par Airbus Defence and Space (précédemment EADS/Nokia).

## Utilisateurs
Les utilisateurs du réseau ASTRID sont les différentes disciplines de l'urgence en Belgique ainsi que certains services de sécurité ou de sûreté de l’État, parmi lesquels :
- Les pompiers (discipline 1)
- Les acteurs de l'aide médicale urgente (discipline 2 : ambulances, PIT ou SMUR)
- La police intégrée (discipline 3)
- La protection civile (discipline 4)
- La Croix-Rouge de Belgique
- Les centrales 112
- Les centres d'information et de communication
- L'administration des douanes et accises
- Le Département nature et forêts
- Certains services de sécurité des aéroports belges

### Textes de loi
- Loi du 8 juin 1998 relative aux radio-communications des services de secours et de sécurité.